# Liste der Monuments historiques in Marquette-en-Ostrevant
Die Liste der Monuments historiques in Marquette-en-Ostrevant führt die Monuments historiques in der französischen Gemeinde Marquette-en-Ostrevant auf.

## Liste der Bauwerke
| Bezeichnung      | Beschreibung              | Standort                | Kennzeichnung | Schutzstatus | Datum | Bild           |
| ---------------- | ------------------------- | ----------------------- | ------------- | ------------ | ----- | -------------- |
| Kirche St-Martin | Erbaut im 16. Jahrhundert | Place des Poilus (Lage) | PA59000150    | Inscrit      | 2009  | weitere Bilder |

## Liste der Objekte
| Bezeichnung                    | Beschreibung                | Standort                       | Kennzeichnung | Schutzstatus | Datum | Bild |
| ------------------------------ | --------------------------- | ------------------------------ | ------------- | ------------ | ----- | ---- |
| Marienaltar mit Retabel        | Holz, 19. Jahrhundert       | in der Kirche St-Martin (Lage) | PM59003815    | Inscrit      | 1979  |      |
| Tabernakel                     | Holz, 1793                  | in der Kirche St-Martin (Lage) | PM59001048    | Classé       | 1934  |      |
| Skulptur Christus am Kreuz     | Holz, um 1600               | in der Kirche St-Martin (Lage) | PM59003814    | Inscrit      | 1979  |      |
| Zwei Beichtstühle              | Holz, 18. Jahrhundert       | in der Kirche St-Martin (Lage) | PM59003818    | Inscrit      | 1979  |      |
| Skulptur Unbeflegte Empfängnis | Lindenholz, 18. Jahrhundert | in der Kirche St-Martin (Lage) | PM59001049    | Classé       | 1935  |      |
| Kanzel                         | Holz, 1729                  | in der Kirche St-Martin (Lage) | PM59001050    | Classé       | 1944  |      |
| Altar Herz Jesu mit Retabel    | Holz, 19. Jahrhundert       | in der Kirche St-Martin (Lage) | PM59003816    | Inscrit      | 1979  |      |
| Wandvertäfelung                | Holz, 18. Jahrhundert       | in der Kirche St-Martin (Lage) | PM59003817    | Inscrit      | 1979  |      |
| Sakramentshaus                 | Marmor, 1648                | in der Kirche St-Martin (Lage) | PM59001047    | Classé       | 1907  |      |